# 夢みるエンジェルブルー
『夢みるエンジェルブルー』（ゆめみるエンジェルブルー）は、白沢まりもによる日本の漫画作品。
2007年、講談社の漫画雑誌『なかよし』6月号に第1話が掲載。以後『なかよしラブリー』（同社）2009年秋の号にて最終回が掲載されるまで、両誌にて不定期かつ変則的な形式で掲載された。『なかよし』と、ナルミヤ・インターナショナルとの提携に基づいて作られた作品であり、同社のブランドネームのひとつ「エンジェルブルー」を題材にした内容。

## あらすじ
おしゃれが大好きで、ファッションの事ばかり考えている中学生・森野天音。ある日先輩の中山葵に、憧れのブランド「エンジェルブルー」の服でいっぱいの建物に連れて行かれる。天音が連れて行かれた所は「エンジェルブルー」の販売元、ナルミヤ・インターナショナルの本社だった。そしてふとしたきっかけから、天音はナルミヤ・インターナショナルの嘱託社員になり、デザイナーとして腕を振るい始める。

## 登場人物
森野天音
本作の主人公。日頃から『ピチベリー』など色々な雑誌に目を通しており、おしゃれに関しての知識と意欲が豊富な中学生。中山葵（後述）にナルミヤ・インターナショナル本社へ連れて行かれ、おしゃれの知識と才能を買われて嘱託デザイナーになった。
中山葵
天音の学校の1学年上の先輩にあたる人物で、メイクのスタイリスト。天音をナルミヤ・インターナショナルの本社に連れて行き、彼女が嘱託社員になるきっかけをつくった。視力が低く、少々ドジなところがある。
中山梓
中山葵の姉。ナルミヤ・インターナショナルのデザイナー。天音の才能に着眼し、彼女をデザイナーの一員とした人物。
醐醍醐青磁
大阪生れでニューヨーク育ちのデザイナー。天音を気に入っており、いつも近くにいる。天音を女の子として見ながら、ライバルとしても認識している。
森野天
天音の弟。4歳くらい。姉の職場にしばしばついて行く。　

## 書誌情報
白沢まりも 『夢みるエンジェルブルー』 講談社〈KCデラックス〉（全4巻）
1. 2008年3月19日初版発行 ISBN 978-4-06-375461-2
2. 2008年12月19日初版発行 ISBN 978-4-06-375611-1
3. 2009年4月28日初版発行 ISBN 978-4-06-375701-9
4. 2009年12月4日初版発行 ISBN 978-4-06-375839-9

白沢まりも 『夢みるエンジェルブルー 特装版』 講談社〈プレミアムKC〉
特装版のみの特典として、第1巻には「キラキラ・メタリックパスケース」、第2巻には「デザイナーズ★3点セット」（スケッチブック、色鉛筆15色、ステンシルがそれぞれ添付された。
1. 2008年3月19日特装版 初版発行 ISBN 978-4-06-362105-1
2. 2008年12月19日特装版 初版発行 ISBN 978-4-06-362129-7